# Cordillera (provins i Chile)
Provincia de Cordillera är en provins i Chile som ligger i östra delen av regionen Metropolitana de Santiago.
Provinsen består av 3 kommuner:
- Puente Alto
- San José de Maipo
- Pirque